# Sphynx (kattenras)

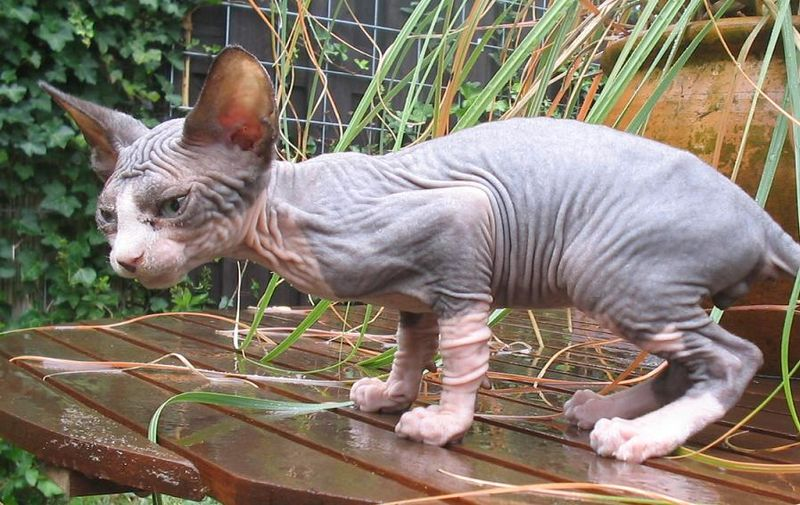
Sphynx kitten van 12 weken

De sphynx of sfinx is een naaktkattenras, vernoemd naar het gelijknamige mythische wezen. Dit ras is ontstaan in Canada door gerichte fok met natuurlijk gemuteerde haarloze katten. Deze katten worden vrijwel geheel zonder vacht geboren, meestal inclusief de afwezigheid van snor- en tastharen. De Sphynx is het bekendste naaktkattenras.

## Geschiedenis
Haarloze katten werden enkele eeuwen geleden al bij de Azteken in Zuid-Amerika gevonden en op diverse andere plaatsen in de wereld worden met enige regelmaat naakte katten geboren. Naast de Sphynx wordt er ook met Russische naaktkatten gefokt, de Don Sphynx of Donskoy en de Peterbald.
De Sphynx stamt af van de Canadian Hairless. In de jaren 60 en 70 van de 20e eeuw werden in Canada verschillende naakte huiskatten gevonden. De eerste was een katertje, Prune genaamd, op een boerderij in Ontario in 1966. Prune is de stamvader van de Sphynx-katten. Hij is teruggekruist op de moederpoes en de kittens uit het nestje vormen het begin van het ontstaan van het ras. In 1978 is een aantal van deze katten naar Nederland geïmporteerd door Nederlander dr. Hugo Hermandes, zo kwamen de eerste Sphynxen naar Europa.
Een andere lijn van Sphynx-katten stamt af van Jezabelle, een poes gevonden in 1974 op een boerderij in Minnesota, welke geregeld haarloze kittens kreeg. Afstammelingen hiervan werden door Kim Mueske gekocht voor de fok van naaktkatten.
Later, in het begin van jaren 80 van de 20e eeuw is men serieus met deze dieren gaan fokken in Canada en Europa, waardoor de Sphynx-kat zoals wij deze nu kennen is ontstaan. Als uitkruispartner is initieel veelvuldig gebruikgemaakt van andere rassen met beperkte haargroei, de Devon rex en Cornish rex, welke een korte gekrulde/gegolfde vacht hebben. Het gen dat de haarloosheid (hr) bij de Sphynx veroorzaakt, is een recessief verervend gen ten opzichte van het gen voor normale beharing. Het bleek echter dominant te vererven ten opzichte van het Devon rex-gen, dat zich dus mogelijk op dezelfde locus bevindt en enkel een beperkte haargroei met krulling geeft.

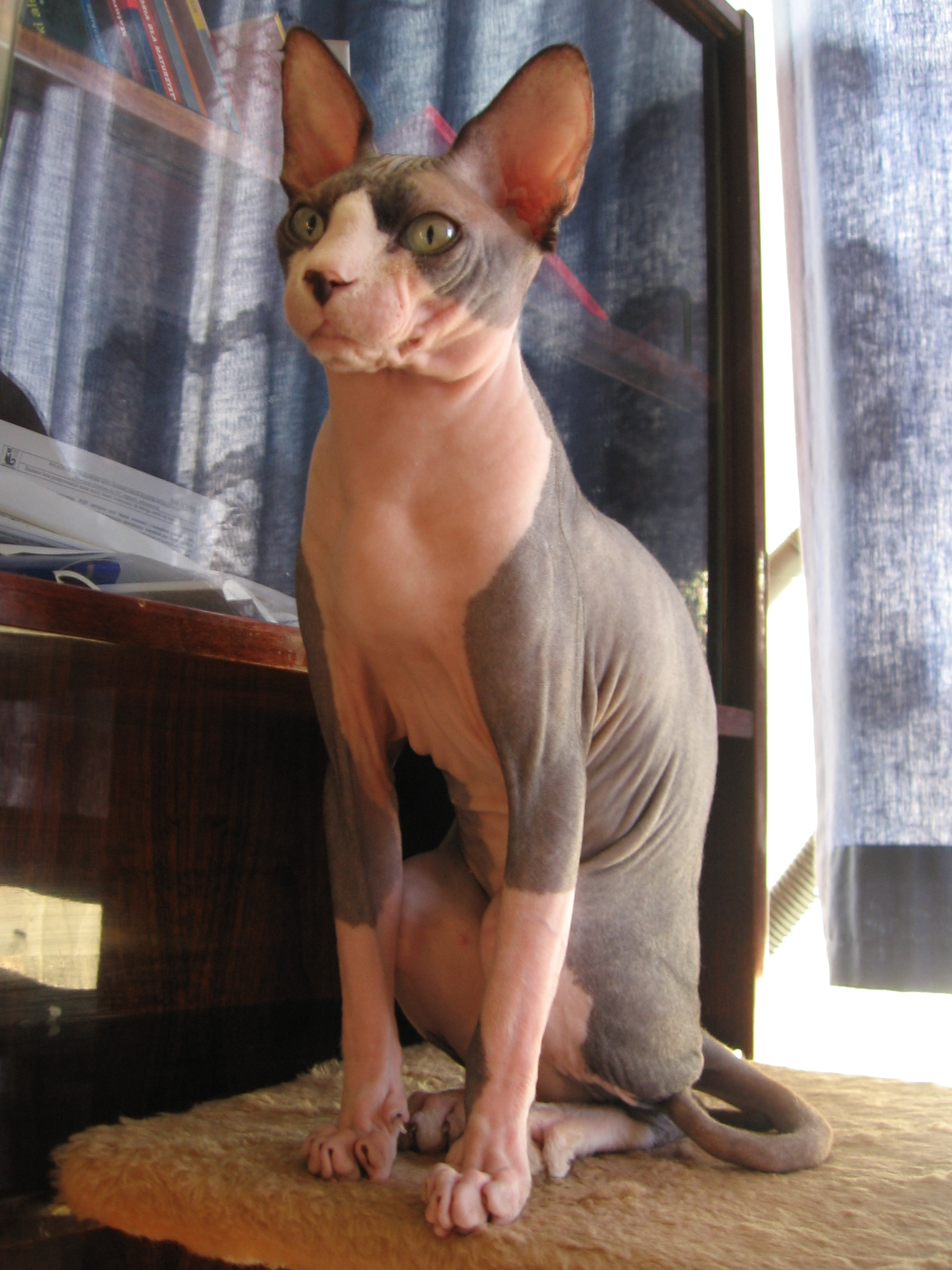
Dezelfde sphynx maar nu bijna een jaar oud

## Uiterlijk en verzorging
De Sphynx ziet er naakt uit, maar compleet haarloos is hij niet. De huid van een Sphynx is bedekt met heel korte donshaartjes. Als hij geaaid wordt, voelt hij warm aan en wordt het gevoel beschreven als dat bij de buitenkant van een perzik, suède of zeemleer. Op de oren, snuit, voeten en staart mogen de donshaartjes volgens de rasstandaard iets langer zijn. De snorharen mogen aan- of afwezig zijn. Volwassen katten moeten hun huidplooien zo veel mogelijk behouden en voor de rimpels op de kop geldt; hoe meer, hoe beter.
Sphynx-katten hebben extra verzorging nodig. Ze moeten regelmatig gewassen worden. De natuurlijk aangemaakte talg en huidolie, die zich bij een kat met een normale vacht tussen de haren verdeelt, blijft bij een Sphynx op de huid liggen. De huid wordt daardoor plakkerig en de talg kan afgeven op meubilair en kleding. Ook de oren moeten regelmatig schoongemaakt worden, omdat een Sphynx veel last heeft van oorsmeer.

## Gezondheid
Aangezien het rasbestand is opgebouwd uit een kleine groep onderling verwante dieren, komen er diverse erfelijke afwijkingen voor met enige incidentie. Zo komt er een vorm van spasticiteit voor (juveniel lethaal) die ook bij een van de stamouderrassen Devon Rex voorkomt en de autosomaal dominante vorm van hypertrofische cardiomyopathie (HCM) is aanwezig. Ook dienen fokdieren nagekeken te worden op patella luxatie.

## Voeding
De juiste en aangepaste voeding voor een Sphynx is van groot belang. Omdat deze katten geen vacht hebben verbruiken ze enorm veel energie om hun lichaamstemperatuur op peil te houden. Daarom is het aan te raden premium kattenbrokken te voederen, zo niet zullen ze snel gewicht verliezen en zich ook ongemakkelijk voelen. Deze kat moet steeds genoeg voedsel tot zich kunnen nemen in de winter om de koude te kunnen trotseren.

## Wetgeving

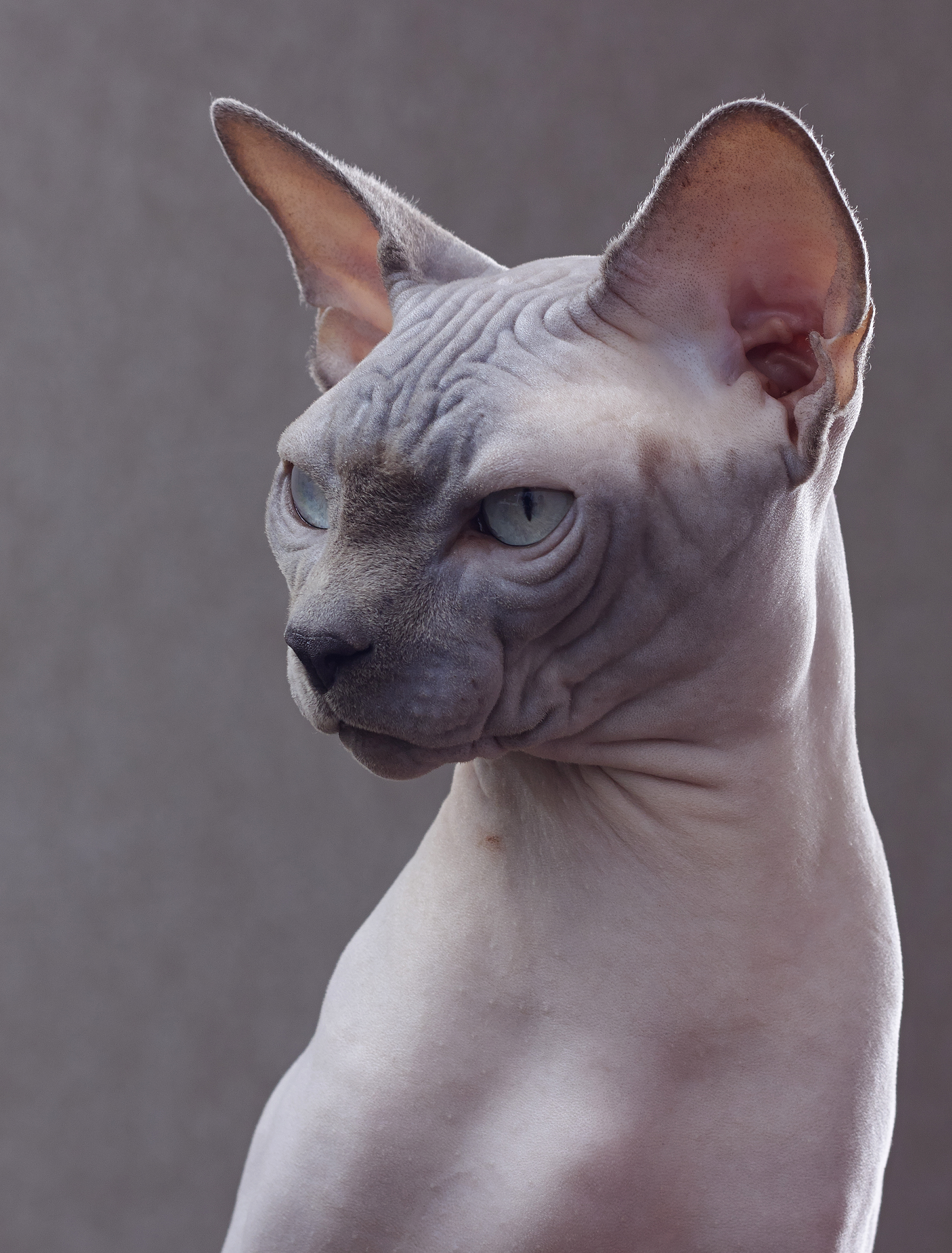
Detail kop zonder snor- of tastharen

Naaktkatten worden door hun gebrek aan vacht, snor- en tastharen beperkt in hun welzijn, vrijheid en integriteit als kat, oftewel het bemoeilijkt natuurlijk kattengedrag. Zo resulteert de haarloosheid in:
- Minder goed emoties communiceren naar andere katten.
- Verstoring evenwicht en zintuigelijke waarneming door het gebrek aan snor- en tastharen,
- Geen natuurlijke bescherming tegen zonlicht, kou of beschadigingen. Hierdoor kunnen naaktkatten niet naar buiten zonder extra bescherming en is ruw spelen met andere katten riskant, omdat de kans op wonden en infecties groot is.
- Kan leiden tot dermatitis (ontstekingen van de huid) en andere huidproblemen.

Volgens Nederlandse wetgeving en Europese overeenkomst is fokken met Sphynx-katten om deze redenen dan ook in principe verboden sinds 2014. Zo geldt in Nederland onder de Wet dieren:
Een verbod op het fokken of het voor de fok gebruiken van dieren die beschikken over een bepaalde aandoening die, of een uiterlijk kenmerk dat, de gezondheid of het welzijn van het dier of de nakomelingen van het dier kan aantasten.

Het is verboden te fokken met gezelschapsdieren op een wijze waarop het welzijn en de gezondheid van het ouderdier of de nakomelingen wordt benadeeld.

In ieder geval wordt bij het fokken [..] voor zover mogelijk voorkomen dat uiterlijke kenmerken worden doorgegeven aan of kunnen ontstaan bij nakomelingen die schadelijke gevolgen hebben voor welzijn of gezondheid van de dieren.—  Wet dieren, Artikel 2.6.2.a, 3.4.1 en 3.4.2.b
En binnen de Europese Unie geldt onder de Europese Overeenkomst tot bescherming van kleine huisdieren:
 Ieder die een klein huisdier voor het fokken selecteert, is verantwoordelijk voor het rekening houden met de anatomische, fysiologische en gedragskenmerken die de gezondheid en het welzijn van de nakomelingen of het moederdier in gevaar kunnen brengen.— Hoofdstuk II Artikel 5
Ondanks het verbod wordt in Nederland nog regelmatig bewust gefokt met dieren die lijden aan genetisch lichamelijke problemen, zoals de Sphynx. De NVWA handhaaft het verbod dan ook niet actief. Echter, in 2019 zijn fokkers van Bambino Sphynx katten (kruising Sphynx en Munchkin) berispt. In principe geldt er een boete van €1.500,- na het overtreden van een eerder gegeven officiële waarschuwing.